# Dilaton
Em física de partículas, um dilaton é uma partícula hipotética.  Essa partícula aparece quando ocorrem compactações das dimensões extras na teoria de Kaluza-Klein, quando o volume das dimensões compactadas varia.
Trata-se de uma partícula de campo escalar Φ; um campo escalar que sempre surge com a gravidade. Na teoria padrão da relatividade geral, a constante de Newton, ou de maneira equivalente, a massa de Planck é sempre constante. Se "promover-mos" essa constante a um campo dinâmico, o que teríamos seria o dilaton.
Desse modo, nas teorias de Kaluza-Klein, após a redução dimensional, a massa de Planck efetiva varia como alguma potência do volume do espaço quantificado. É por isso que o volume pode se converter em dilatação na teoria efetiva de menos dimensões.
Apesar de a teoria das cordas incorporar naturalmente a teoria de Kaluza–Klein (a qual foi pioneira na introdução da dilatação), teorias das cordas perturbativas, como a teoria das cordas do tipo I, teoria das cordas do tipo II e a teoria das cordas heteróticas, já contêm a dilatação até o número máximo de 10 dimensões. Por outro lado, a teoria M em 11 dimensões não inclui a dilatação nesse espectro ao menos que estejam compactadas. De fato, a dilatação na teoria das cordas do tipo IIA é o rádion da teoria M compactado em um círculo, enquanto a dilatação na teoria das cordas E8 × E8 é o rádion para o modelo de Hořava–Witten. (Para mais detalhes sobre a origem da dilatação na teoria M, ver .)
Na teoria das cordas, há ainda uma dilatação na superfície do universo CFT. A exponencial desse valor esperado do vácuo determina a constante de acoplamento g, como ∫R = 2πχ para as superfícies do universo do teorema de Gauss-Bonnet e da característica de Euler χ = 2 − 2g, onde g é o gênero que conta o número de ansas e por tabela o número de loops ou interações das cordas descritas por uma determinada superfície do universo.
{\displaystyle g=\exp(\langle \phi \rangle )}
Portanto, a constante de acoplamento é uma variável dinâmica da teoria das cordas, diferentemente da teoria quântica de campos em que ela é uma constante. Enquanto não houver quebra na supersimetria, tais campos escalares podem tomar valores arbitrários (eles são módulos). No entanto, a quebra de supersimetria geralmente cria uma energia potencial para os campos escalares e os campos escalares se localizam próximos a um mínimo cuja posição deveria ser em princípio calculável na teoria das cordas.
A dilatação atua como um escalar de Brans–Dicke, em que a escala de Planck efetiva depende de ambas a escala da corda e do campo de dilatons.
Na supersimetria, o superparceiro do dilaton é denominado dilatino, e o dilaton se combina com um áxion para formar um campo escalar complexo.

## Ação do dilaton
A ação dilaton-gravidade é
{\displaystyle \int d^{D}x{\sqrt {-g}}\left[{\frac {1}{2\kappa }}\left(\Phi R-\omega \left[\Phi \right]{\frac {g^{\mu \nu }\partial _{\mu }\Phi \partial _{\nu }\Phi }{\Phi }}\right)-V[\Phi ]\right]}.
Isso é mais generalizado na teoria de Brans–Dicke, em que temos um potencial de dilatação.